# Buenavista Veintitrés
Buenavista Veintitrés es un ejido del municipio de Balancán ubicado en la subregión de los Ríos del estado mexicano de Tabasco.

## Geografía
La localidad se ubica a 62.0 kilómetros (en dirección noreste) de la localidad de Balancán de Domínguez, la cabecera y lugar más poblado del municipio. Se sitúa en las coordenadas geográficas 17°33′35″N 91°00′40″O / 17.559722, -91.011111, a una elevación de 80 metros sobre el nivel del mar.

## Demografía
Según el Conteo de Población y Vivienda 2020, efectuado por el Instituto Nacional de Estadística y Geografía, la localidad de Buenavista Veintitrés tiene 477 habitantes, de los cuales 238 son del sexo masculino y 239 del sexo femenino. Su tasa de fecundidad es de 3.01 hijos por mujer y tiene 119 viviendas particulares habitadas.
| Gráfica de evolución demográfica de Buenavista Veintitrés entre 1940 y 2020 |
|                                                                             |
| INEGI.                                                                      |